# نادي حيفا
نادي حيفا هو أحد أندية الدوري العراقي يلعب في الدوري العراقي الدرجة الثانية تأسس في عام 1973 في بغداد.